# Dolmen von Peyre Cabucelade

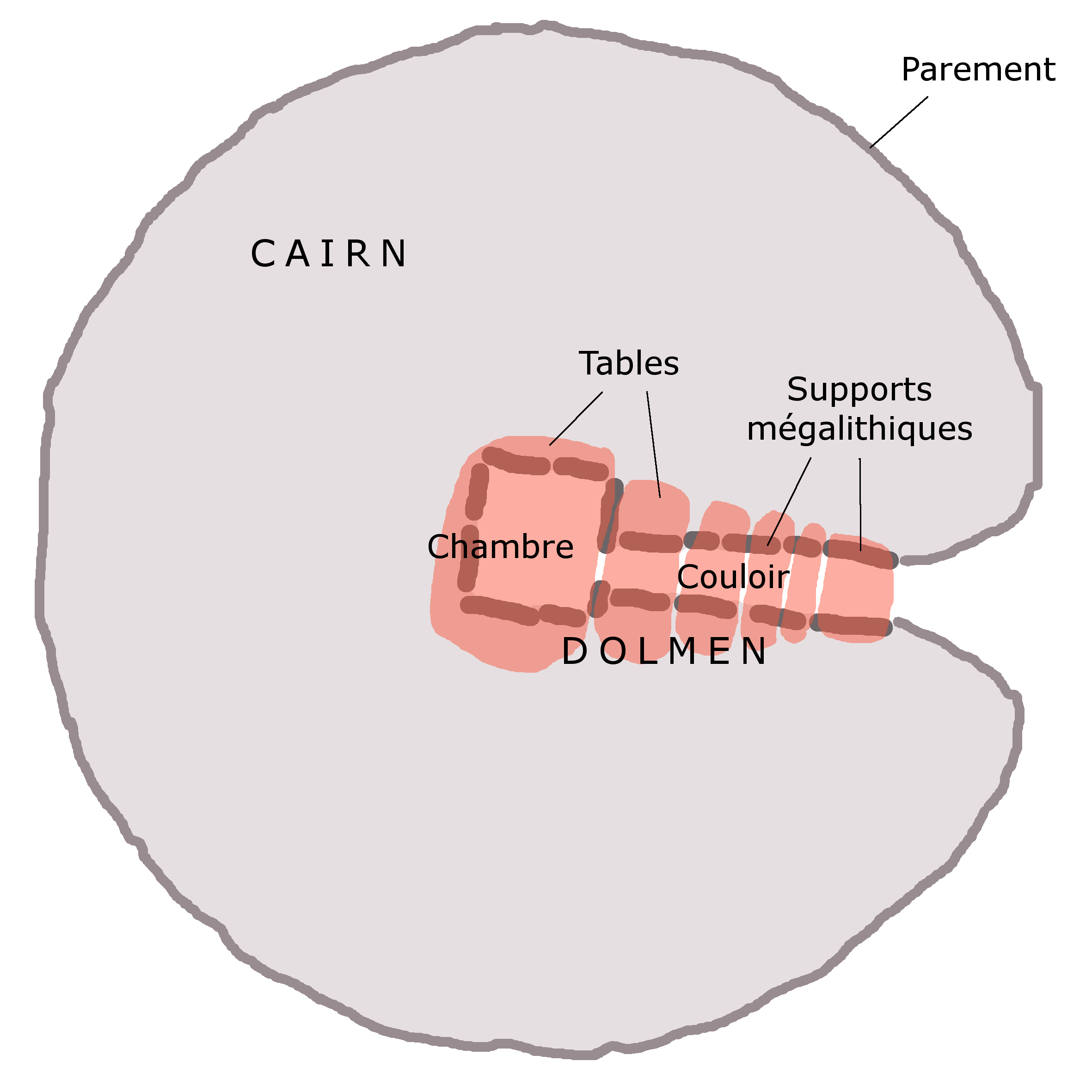
Idealtypischer Gangdolmen

Der Dolmen von Peyre Cabucelade (auch Peira de Cabusso Ludo oder Dolmen de Grailhe – auch Graille genannt) liegt westlich von Campestre-et-Luc, bei Arre im Norden des Département Gard in der Region Okzitanien in Südfrankreich. Dolmen ist in Frankreich der Oberbegriff für neolithische Megalithanlagen aller Art (siehe: Französische Nomenklatur).

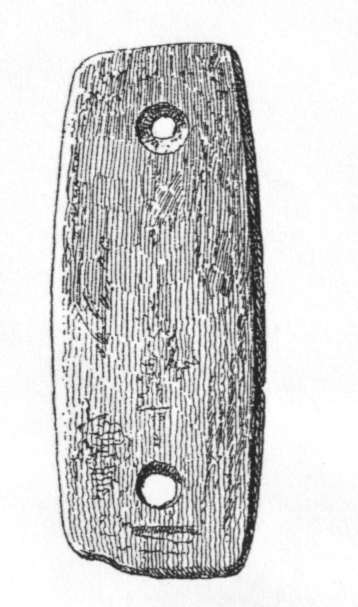
Armschutzplatte aus dem Dolmen

Der Gangdolmen (französisch Dolmen à couloir) ist typisch für die Dolmen des Bas-Rhône-Typs im Gard. Der Cairn, der die Kammer einst völlig bedeckte, ist zum großen Teil abgetragen. Seine Dimensionen sind aber noch erkennbar. Die in zwei Teile zerbrochene Deckenplatte, der kleinen, nahezu quadratischen Kammer liegt auf dem Hügel.